# Сиилитие (станция метро)
«Сиилитие» (фин. Siilitie, швед. Igelkottsvägen) — станция Хельсинкского метрополитена. Расположена между станциями «Херттониеми» (расстояние до неё 1 км 367 м) и «Итякескус» (расстояние до неё 2 км 064 м). Название станции переводится как «Ежиный путь».
Находится на востоке Хельсинки на севере района Херттониеми рядом с промышленной зоной. Находится у пересечения автострады Itäväylä (Восточное шоссе) и улицы Siilitie (Ежиный путь) по адресу: Siilitie, 2.
Пассажиропоток: 5 393 человек в будний день (2005).
Это одна из самых первых станций Хельсинкского метро. Через неё 1 июня 1982 прошли самые первые поезда Хельсинкской подземки.
- Платформа станции до реконструкции (фото 1)
- Вход на станцию с улицы